# 사요나라 이츠카
"사요나라 이츠카"는 2010년에 제작된 대한민국·일본의 영화이다.

## 캐스팅
- 나카야마 미호 : 토우코 역
- 니시지마 히데토시 : 유타카 역
- 이시다 유리코 : 타즈스에 미츠코 역
- 수파콘 킷수원 : 수텝 역
- 카토 마사야 : 사쿠라다 젠지오 역
- 마기 : 키노히타 츠네히사 역
- 박태주 : 타츠카 역
- 아유미 : 타케시 여자친구 역
- 설주영
- DJ Needle : DJ 역
- 국유진 : 도쿄 여직원 역